# 1974 في النرويج
فيما يلي قوائم الأحداث التي وقعت خلال عام 1974 في النرويج.

## سياسة

### تعيين في المنصب
- 6 سبتمبر – غرو هارلم برونتلاند Minister of Climate and the Environment (Norway) [الإنجليزية]‏.

## مواليد

### يناير
- 19 يناير – ناتاسيا مالته
- 27 يناير – أوله أينار بيورندالن

### مارس
- 17 مارس – فروده يونسن لاعب كرة قدم نرويجي.

### يونيو
- 8 يونيو – بال أرني فاغيرنس

### سبتمبر
- 1 سبتمبر – هيلدا أوستبو لاعبة كرة يد نرويجية.

### نوفمبر
- 18 نوفمبر – بيتر سولبرغ سائق رالي نرويجي.

### ديسمبر
- 1 ديسمبر – كاري سولم لاعبة كرة يد نرويجية.

## وفيات

### سبتمبر
- 8 سبتمبر – بير هولم (مواليد 1899) لاعب كرة قدم نرويجي.

### أكتوبر
- 18 أكتوبر – أندرس لانج (مواليد 1904) سياسي نرويجي.